# Station Bynea
Bynea is een spoorwegstation van National Rail in Carmarthenshire in de plaats Bynea, Wales. Het station is eigendom van Network Rail en wordt beheerd door Transport for Wales. Het station is een request stop, waar treinen alleen stoppen op verzoek.